# Марго Ленеген
Марго Ленеген (англ. Margo Lanagan; нар. 5 червня 1960, Ньюкасл, Новий Південний Уельс, Австралія) — австралійська письменниця-фантаст.

## Біографія
Марго Ленеген народилася 5 червня 1960 року в передмісті Ньюкасла (штат Новий Південний Уельс, Австралія). Спеціалізується переважно на фантастиці для юнацтва. Багато її книг вийшли тільки в Австралії, але деякі з них отримали світове визнання. Збірка оповідань «Чорний сік» отримала Всесвітню премію фентезі за найкращу збірку 2005 року і премію «Michael L. Printz Award» 2006 року. Збірка вийшла в Австралії у видавництві Allen & Unwin, в Сполученому Королівстві — у видавництві Gollancz 2004 року і в Північній Америці — у видавництві HarperCollins 2005 року. Оповідання «Відспівуючи сестру» з цієї збірки було номіновано на премії Г'юго і Неб'юла, 2005 року за це оповідання письменниця отримала Всесвітню премію фентезі за найкращий твір короткої форми.
Збірка «Білий час», яка спочатку була видана в Австралії видавництвом Allen & Unwin 2000 року, була видана в Північній Америці видавництвом HarperCollins у серпні 2006 року після успіху «Чорного соку». 2007 року збірці присуджена премія «Найкраща книга для молоді» Американської бібліотечної асоціації (ALA Best Fiction for Young Adults). 2009 року роман «Tender Morsels» виграв премію «Michael L. Printz Award» і Всесвітню премію фентезі за найкращий роман. 2010 року повість «Морські серця» (Sea-Hearts) виграла Всесвітню премію фентезі за найкращу повість.

### Романи

#### Підліткові романи
Як Мелані Картер:
- The Cappuccino Kid (1991). Random House Australia.

Як Белінда Хейєс:
- Star of the Show. (1991). Random House Australia.
- The Girl in the Mirror. (1991). Bantam Books.

Як Джиллі Локвуд:
- Nowhere Girl. (1992). Macmillan Publishers.
- Misty Blues. (1993). Pan Macmillan.
- On the Wildside. (1993). Pan Macmillan.

Як Менді Мак-Брайд:
- Temper, Temper. (1990). Bantam.
- New Girl. (1992). Random House.
- Cover Girl. (1992). Random House.

Як Марго Ленеген:

#### Юнацька література
- WildGame. (1991).  Allen & Unwin.
- The Tankermen. Allen & Unwin.
- Walking Through Albert. Allen & Unwin.
- Treasure-Hunters of Quentaris.
- The Singing Stones.

#### Фантастика для молоді
- The Best Thing. (1995). Allen & Unwin.
- Touching Earth Lightly. (1996). Allen & Unwin.

#### Фентезі
- Tender Morsels (2008)
- Sea Hearts (Australia)/The Brides of Rollrock Island (UK and US)(2012)[3]

### Оповідання
- White Time (2000). (2006). Eos/Harper Collins (US)
- Black Juice (2004).  Allen & Unwin (Australia). Harper Collins (US) (2005)
- Red Spikes (2006). Allen & Unwin
- Yellowcake (2011). Allen & Unwin
- Cracklescape (2012). Twelfth Planet Press

### Короткі повісті
- A Fine Magic (2006) in Eidolon I (ed. Jeremy G. Byrne, Jonathan Strahan)
- Winkie (2006) in Red Spikes
- Machine Maid (2008) in Extraordinary Engines (ed. Nick Gevers)
- A Dark Red Love Knot (2009) in How Beautiful the Ordinary: Twelve Stories of Identity (ed. Michael Chart)
- Ferryman (2009) in Firebirds Soaring (ред. Шерін Новембер)
- Mulberry Boys (2011) in Blood and Other Cravings (ed. Ellen Datlow)
- Blooding the Bride (May 2012) in Exotic Gothic 4 (ed. Danel Olson)
- The Fifth Star in the Southern Cross (2013) in After the End: Recent Apocalypses (ed. Paula Guran)
- Mouth to Mouth (2014) in Morgan Bell#Novascapes Volume 1 (ed. C. E. Page)